# Gebandeerde muisspecht
De gebandeerde muisspecht (Dendrocolaptes certhia), soms ook wel gebande muisspecht genoemd, is een zangvogel uit de onderfamilie der muisspechten.

## Uiterlijk
Met een lengte van 28 centimeter en een gewicht van 73 gram is de gebandeerde muisspecht een van de grotere soorten muisspechten. De vogel is volledig bruin met wit gelijnd, met uitzondering van de bruine vleugels en staart. De smalle lijnen lopen over de breedte van het lichaam. Vanaf de snavel loopt een brede donkere band over de ogen naar het achterhoofd. De vogel heeft een lange, scherpe snavel. De poten van de vogel zijn grijs van kleur.

## Voedsel
Overdag gaat de vogel meestal op zoek naar eten. Hier is hij vaak hangend aan de stam van een boom te vinden. Ook gaat hij naar de grond toe op zoek naar eten. Op het menu van de gebandeerde muisspecht staan mieren, spinnen, torren, krekels, sprinkhanen, kleine kikkers en kleine reptielen. Met de scherpe spitse snavel tikt hij soms schors los van de boom om de daar onder zittende insecten te kunnen verschalken.

## Voortplanting
De vogel nestelt in boomholtes en natuurlijk holtes op een hoogte tussen de 1,5 tot 6 meter. De bodem van de holtes wordt bedekt met boomschors en bladeren. Het broedseizoen van de vogel ligt tussen mei en juli. Het vrouwtje legt dan 2 eieren.

## Verspreiding en leefgebied
De gebandeerde muisspecht komt voor in het Amazonegebied en leeft met name in tropische en subtropische regenwouden. De vogel wordt aangetroffen tot op hoogtes van ongeveer 1300 meter boven zeeniveau. Er zijn zeven ondersoorten:
- D. c. certhia: oostelijk Colombia, Venezuela, de Guyana's en noordelijk Brazilië.
- D. c. radiolatus: zuidoostelijk Colombia, oostelijk Ecuador, noordoostelijk Peru en noordwestelijk Brazilië.
- D. c. juruanus: oostelijk Peru, westelijk Bolivia en noordwestelijk Brazilië.
- D. c. concolor: noordoostelijk Bolivia en het zuidelijke deel van Centraal-Brazilië.
- D. c. medius: noordoostelijk Brazilië bezuiden de Amazonerivier.
- D. c. retentus: tussen de rivieren Xingu en Tocantins.
- D. c. ridgwayi: tussen de rivieren Tapajós en Xingu.

## Status
De grootte van de populatie is niet gekwantificeerd maar de soort wordt omschreven als vrij algemeen. Op de Rode lijst van de IUCN heeft deze soort de status niet bedreigd.